# Malcolm Rennie
Malcolm Forbes Rennie (nascido em 17 de fevereiro de 1947) é um ator de televisão britânico.

## Papéis
Geralmente interpretou figuras de autoridade, incluindo policiais e juízes em Coronation Street e The Execution of Gary Glitter. Também interpretou Focinho na peça teatral Sonho de uma Noite de Verão. Aparece como Fraser na série televisiva Mr Selfridge.

## Família
É casado com Tamara Ustinov, filha do ator Peter Ustinov.